# جامع النور (الشارقة)

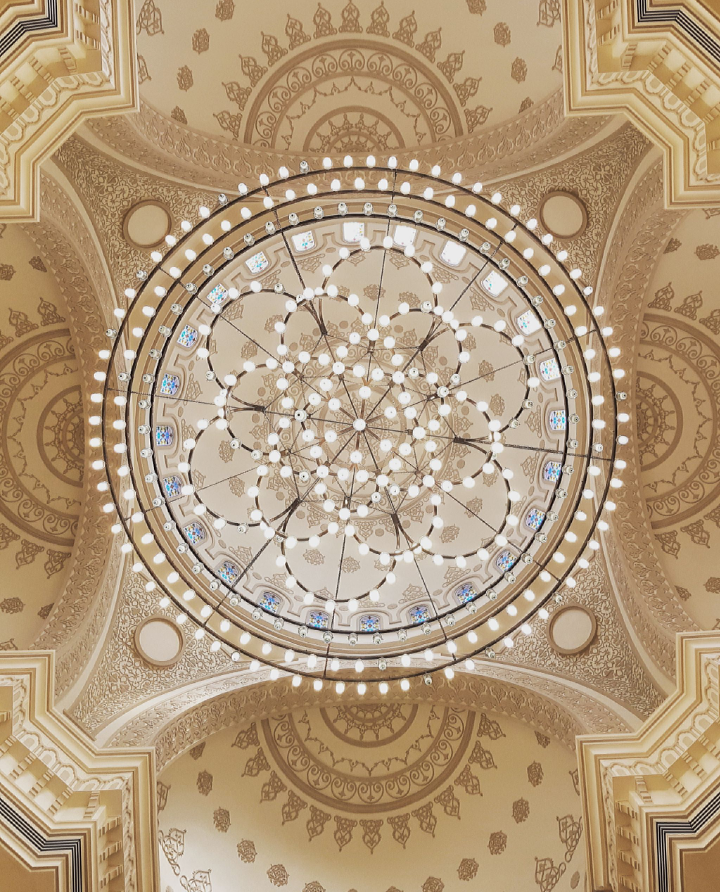
قبة جامع النور

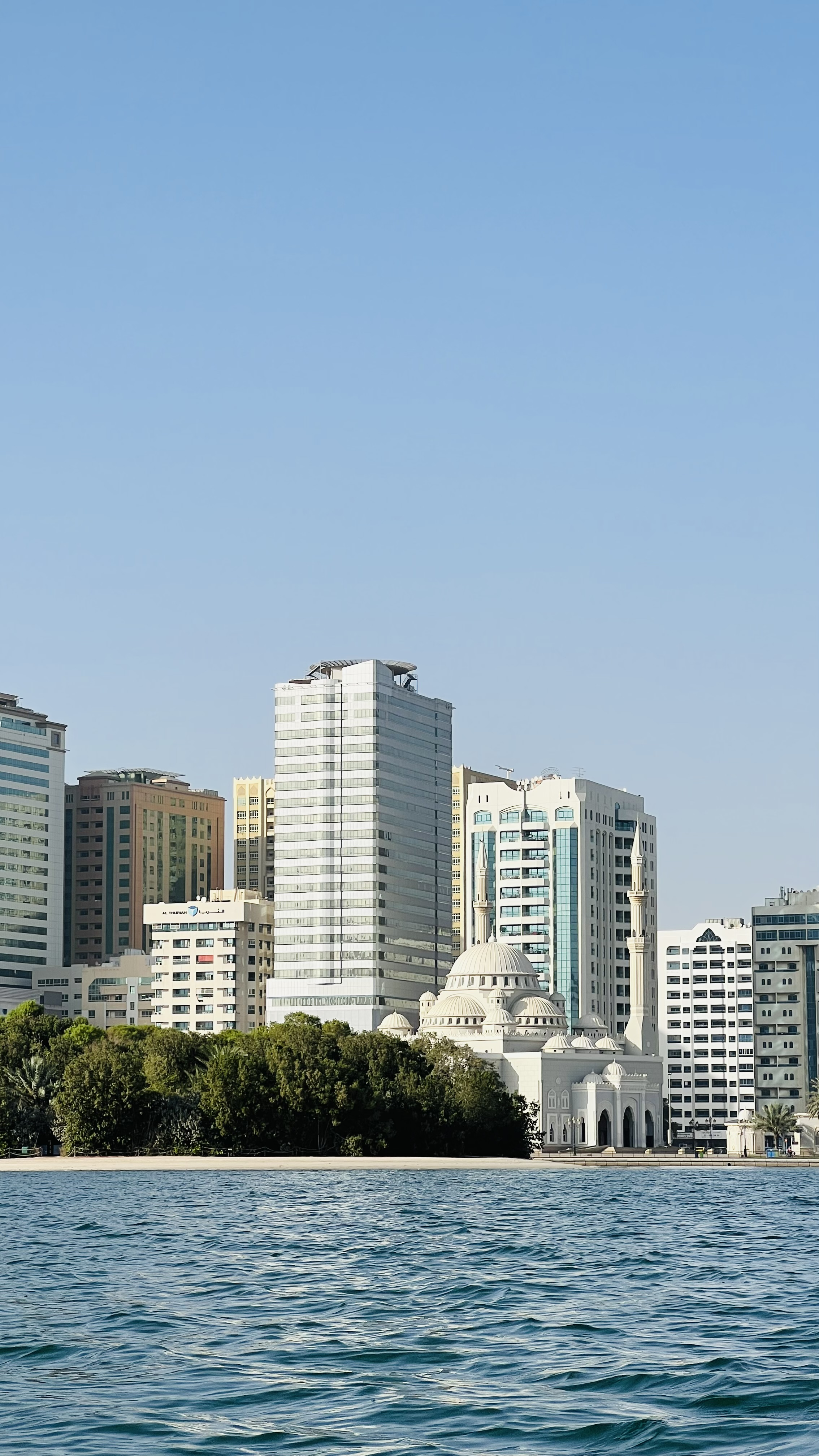

جامع النور هو مسجد بني على الطراز العثماني ويطل على بحيرة خالد في الشارقة بالإمارات، يتميز بتعدد قبابه ويعد المبنى من التحف المعمارية الإماراتية، لما فيه من نقوش وزخارف في خارج وداخل المسجد على أعمدته، ومئذنتان شامختان على زاويتي المبنى، وقبة كبيرة تتوسط أعلى المسجد تحيط بها نوافذ معشقة بزجاج ملون.
للمسجد 8 قباب منها قبة رئيسة كبيرة في الوسط وحولها أنصاف قباب، دخل موسوعة «غينيس» للأرقام القياسية لضمه أكبر صندوق زكاة خشبي في عام 2014. 

## وصلات خارجية
- مسجد النور قبلة «التراويح» في الشارقة